# باریناس، باریناس
باریناس، باریناس (به اسپانیایی: Barinas) شهری در ونزوئلا و مرکز ایالت باریناس است.

## خصوصیات
باریناس ۳۲۲٫۷۱ کیلومترمربع مساحت و ۳۵۳٬۴۴۲ نفر جمعیت دارد و ۱۸۷ متر بالاتر از سطح دریا واقع شده‌است.